# Абдужапаров Джамолідін Міргаріфанович
Джамолідін Абдужапаров (узб. Jamoliddin Abdujaparov; 28 лютого 1964, Ташкент, Узбецька РСР) — радянський і узбецький професійний шосейний велогонщик. Спринтер. Етнічний кримський татарин. Заслужений майстер спорту Росії (2007).

## Спортивна кар'єра
Джамолідін Абдужапаров — один з найкращих фінішерів, чемпіон СРСР (1989) у групових перегонах та перегонах-критеріумі, третій призер чемпіонату СРСР 1984 року в групових перегонах.
Абдужапаров був спринтером. «Ташкентський термінатор» — так його прозвали у велоспорті за агресивну і небезпечну манеру фінішувати.
Дипломований спеціаліст радянської спортивної програми, Абдужапаров вийшов на пік своєї кар'єри, коли Узбекистан отримав незалежність; після початкових труднощів (включаючи неприйняття Узбекистану в UCI, що викликало проблеми з участю Абдужапарова в чемпіонаті світу), він почав виступати за західноєвропейську професійну команду «Альфа Люм», ставши одним з найкращих спринтерів у світі.
В 1990-х Абдужапаров залишався відомим завдяки участі в боротьбі за зелену спринтерську майку з Лораном Жалабером на Тур де Франс. У 1991 році «Абду» виграв змагання незважаючи на ефектне падіння під час останнього етапу на Єлісейських полях у Парижі, де за сто метрів до фінішу він зачепився за бар'єри і перекинувся через голову. Незважаючи на те, що у нього було достатньо очок для виграшу майки спринтера, він мав перетнути фінішну лінію без сторонньої допомоги. Члени його команди посадили Джамолідіна на велосипед, і він сам повільно доїжджав метри, що залишилися, в супроводі медиків, які йшли поруч.
У своєму останньому повному турі в 1996 році, аби досягти своєї останньої перемоги на етапі, Абдужапаров влаштував гірський, дуже незвичайний для спринтера, відрив. Однак, результати не були настільки високі як хотілося.
Після непроходження допінг-тестів під час другого етапу в 1997 році на Тур де Франс він пішов з велоспорту. Джамолідін не пройшов допінг-проби, приховуючи наявність в його організмі, серед іншого, ліків проти астми — кленбутеролу.
Завершив спортивну кар'єру наприкінці 1997 року. Абдужапаров разом з Едді Мерксом, Лораном Жалабером, Алессандро Петаккі і Марком Кавендишом входить у п'ятірку велогонщиків, які зуміли виграти всі три Гранд-тури в заліку по очкам.
До початку російської збройної агресії і війни на сході України Джамолідін Абдужапаров опікувався спортивним фестивалем «ВелоДонбас» і міжнародною велогонкою «Гран-прі Донецька».

## Найвищі досягнення

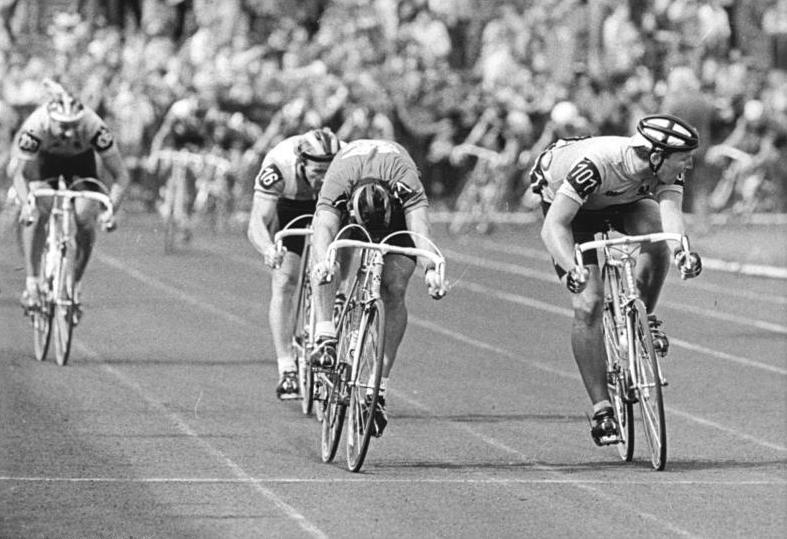
Абдужапаров (в центрі) з командою СРСР під час гонки в Німеччині у 1987 році.

1987, збірна СРСР
Переможець 3-го етапу Велогонки Миру
1988, збірна СРСР
Велогонка Миру
Майка найкращого спринтера  (біла майка)
Переможець 2-го етапу
5-е місце на Олімпійських іграх в Сеулі
1989, збірна СРСР
Переможець 1-го етапу Велогонки Миру
1991, Каррера
Тур де Франс
Майка найкращого спринтера  (зелена майка)
Переможець 1-го і 4-го етапів
Переможець гонки Гент — Вевельгем
Переможець Джиро дель Пьемонт
Переможець 1-го етапу Semana Siciliana
Переможець 2-го етапу Вуельта Мурсії
Переможець 1-го етапу Вуельта Каталонії
Переможець Гран-прі Монреаль
4-е місце у гонці Мілан — Сан-Ремо
1992, Каррера
Вуельта Іспанії
Майка найкращого спринтера  (синя майка)
Переможець 2-го, 4-го, 11-го і 21-го етапів
Переможець 1-го етапу Тур оф Брітан
1993, Лямпре
Тур де Франс
Майка найкращого спринтера  (зелена майка)
Переможець 3-го, 18-го і 20-го етапів
Вуельта Іспанії
Переможець 9-го, 12-го і 20-го етапів
Переможець 10-го етапу Туру Швейцарії
3-е місце гонки Гент — Вевельгем
4-е місце на Три дні Де-Пане
Критеріум Ам'єн
Критеріум Лізьє
Критеріум Гендая
1994, Полті
Тур де Франс
Майка найкращого спринтера  (зелена майка)
Переможець 1-го і 20-го етапів
Джиро д'Італія
Майка найкращого спринтера  (малинова майка)
Лідер з проміжними фінішами  (блакитна майка)
Переможець 10-го етапу
Париж — Ніцца
Переможець 3-го і 8-го етапів
Переможець Memorial Rik Van Steenbergen
Переможець гонки Полі-Нормандія
2-е місце на Три дні Де-Пане
Переможець 1-го і 3-го етапів
2-е місце на Турі Нідерландів
Переможець 2-го етапу
Переможець Тур Дюпон
Омніум Эльслу
Критеріум Вайрак
Критеріум Бавіхов
3-е місце на Схелдепрейс
5-е місце на Гент — Вевельгем
1995, Новел
Переможець 20-го етапу Тур де Франс
Переможець 1-го етапу Тур Дюпон
Критеріум Квіллан
5-е місце на Схелдепрейс
1996, Рефін
Переможець 14-го етапу Тур де Франс
Переможець 2-го етапу гонки Тіррено — Адріатико
Переможець 1-го етапу Вуельта Мурсії
Переможець 1-го етапу Джиро де Сардинія
Критеріум Діжон
Критеріум Кодеран-Бурдеос
1997, Лотто
Переможець Класика-де-ла-Коста Пікарді
Переможець 7-го етапу гонки Чотири дні Дюнкерка
Переможець 2-го етапу Крітеріум ду Дофіне

## Світовий рейтинг
| Рік         | 1991 | 1992 | 1993 | 1994 | 1995 | 1996 | 1997 | 1998 |
| ----------- | ---- | ---- | ---- | ---- | ---- | ---- | ---- | ---- |
| Рейтинг UCI | 27   | 34   | 23   | 10   | 38   | 107  | 165  | 206  |